# (40) Harmonía
(40) Harmonía es un asteroide que forma parte del cinturón de asteroides y fue descubierto el 31 de marzo de 1856 por Hermann Mayer Salomon Goldschmidt desde París, Francia. Está nombrado por Harmonía, un personaje de la mitología griega.

## Características orbitales
Harmonía está situado a una distancia media de 2,267 ua del Sol, pudiendo acercarse hasta 2,161 ua y alejarse hasta 2,373 ua. Su excentricidad es 0,04674 y la inclinación orbital 4,258°. Emplea 1247 días en completar una órbita alrededor del Sol.